# Галицкая даруга
Галицкая даруга (тат. Гәреш даругасы/Гәреч даругасы) — в XV—XVI веках административно-территориальная единица (даруга) Казанского ханства (царства).

## История

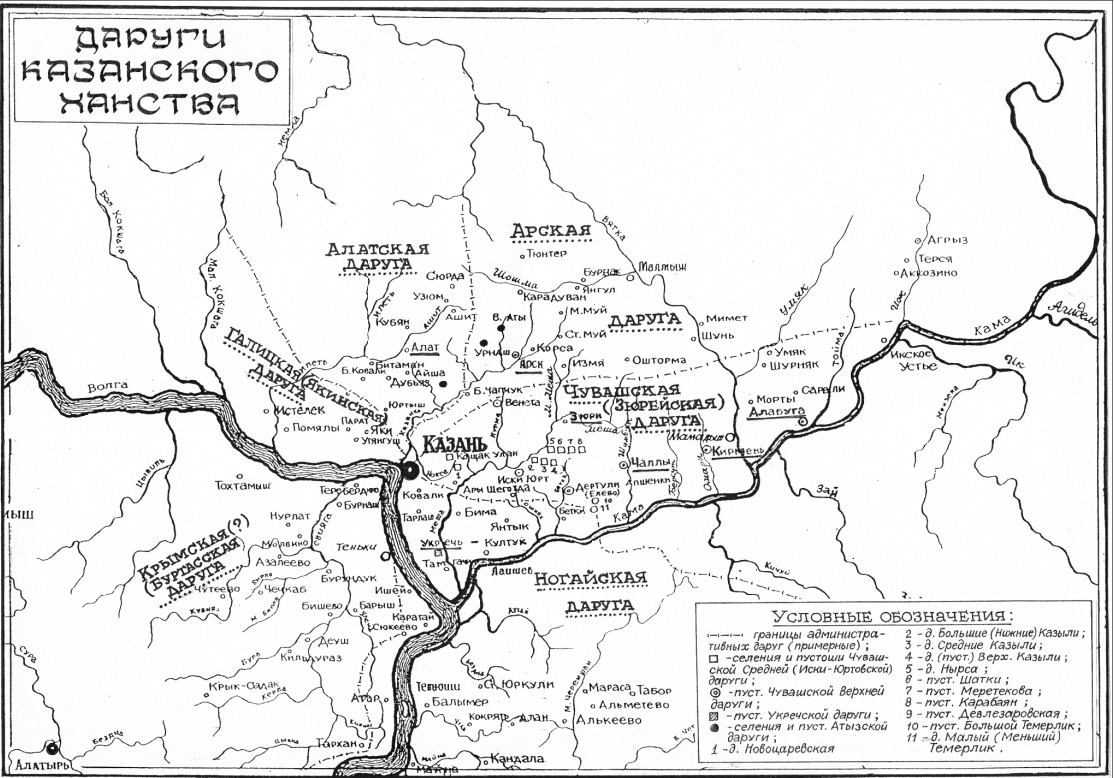
Даруги Казанского ханства

Русское название «Галицкая даруга» происходит от названия административного центра даруги — «Гәреш би», в русской интерпретации — «Грыжбай» и не имеет отношения к Галичу Мерскому.
Находилась на Луговой стороне, западнее Алатской даруги, по берегам рек Сумка, Коваль, Мемдель, Утянгуш, Малая Кокшага. Преимущественное население — марийцы.
В состав Галицкой даруги входили: западные окрестности Казани, часть земель современного Зеленодольского района Татарстана на левобережье Волги, а также побережные районы современной республики Марий Эл. К северу она соседствовала с Алатской даругой ханства. Расширяясь к западу, Галицкая даруга включала в себя также марийские волости в бассейнах среднего и нижнего течения реки Илеть, а также по течениям рек Большая Кокшага и Малая Кокшага, как Бет-Кукмор, Пинжан-Кукмор, Карамас, Яран, Коркет, Морки, Шали, Кундуш-Черанур и другие.
Административный центр — селение Гареш би, находившееся на территории Зеленодольского района Республики Татарстан.
После падения Казанского ханства в 1552 году административно-территориальные единицы ханства сохранились под названием «дороги». Галицкая дорога просуществовала до XVIII века в гораздо меньших размерах от устья Малой Кокшаги до устья Казанки.